# Zaostrowiecze
Zaostrowiecze (biał. Заастравечча, Zaastrawieczcza; ros. Заостровечье, Zaostrowieczje) – agromiasteczko na Białorusi, w obwodzie mińskim, w rejonie kleckim, w sielsowiecie Zaostrowiecze.
Siedziba parafii prawosławnej pw. św. Dionizego Areopagity.

## Historia
Dawniej wieś i dwa folwarki. Znajdowała się tu kaplica rzymskokatolicka. W czasach carskich i II Rzeczypospolitej siedziba gminy Zaostrowiecze.
W latach 1927–1932 obok wsi powstało miasteczko Zaostrowiecze. Mieściły się w nim urząd gminy, posterunek Policji Państwowej, kompania KOP-u, siedziba należącego do Radziwiłłów nadleśnictwa i 7-klasowa szkoła. Zbudowano również drewniany kościół rzymskokatolicki, konsekrowany 16 sierpnia 1933 i w 1937 zniszczony w wyniku podpalenia. Następnie wybudowano kościół murowany, znacjonalizowany po wojnie przez komunistów. W latach międzywojennych w Zaostrowieczu powstała również cerkiew prawosławna.
Podczas okupacji hitlerowskiej, w lecie 1941 roku Niemcy utworzyli getto dla żydowskich mieszkańców. Przebywało w nim około 200 osób. W czerwcu 1942 roku Niemcy zlikwidowali getto, a Żydów wywieziono do getta w Siniawce, następnie ich mordując. 
W czerwcu 1942 Niemcy i białoruscy kolaboranci aresztowali polską inteligencję, wśród której byli m.in. proboszcz katolicki, aptekarz, weterynarz, sklepikarz, sekretarz gminy, nauczyciele i porucznik Wojska Polskiego w stanie spoczynku. Zostali oni później rozstrzelani w Baranowiczach. Podczas wojny proboszcz prawosławny Gachowicz kolaborawał z Niemcami.
W Zaostrowieczach urodził się prezydent Gorzowa Wielkopolskiego Włodzimierz Kiernożycki.

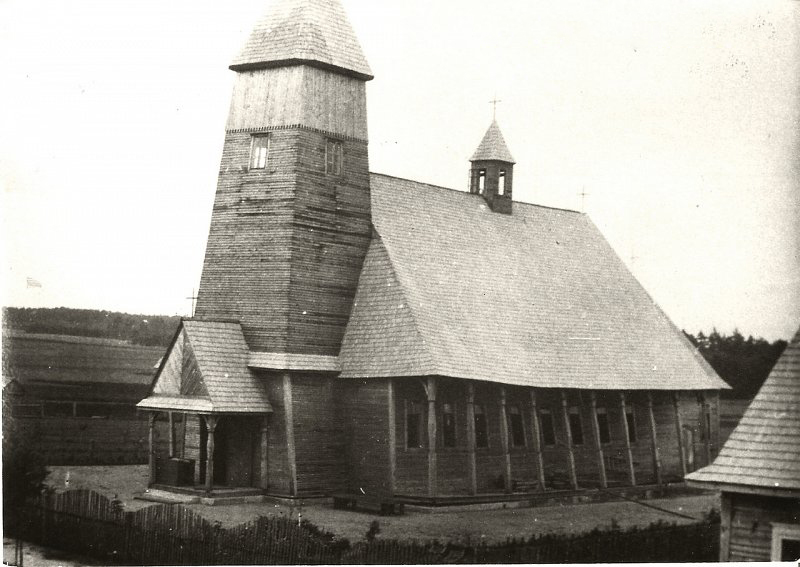
Kościół katolicki konsekrowany 16 sierpnia 1933 i w 1937 podpalony

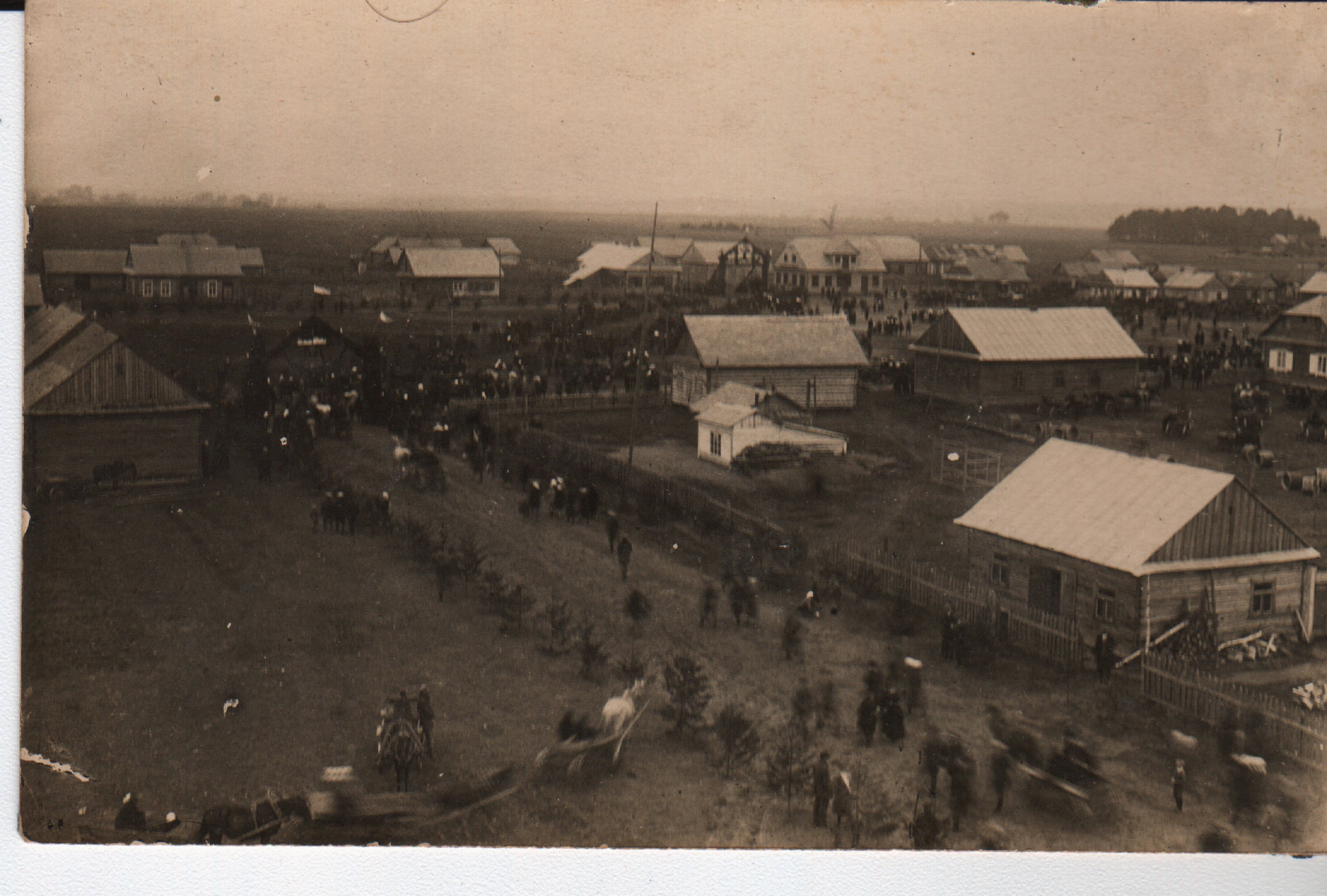
Zaostrowiecze w 1935